# Manastigma
Manastigma is een geslacht van vlinders van de familie Lycaenidae.

## Soorten
- M. casmilla (Hewitson, 1874)
- M. elsa (Hewitson, 1877)
- M. hirsuta (Prittwitz, 1865)
- M. julia Nicolay, 1977
- M. milto (Godman & Salvin, 1887)
- M. tegula (Hewitson, 1868)